# Diego de Landa
Diego de Landa Calderón, OFM (n. 12 noiembrie 1524, Cifuentes⁠(d), Castilia-La Mancha, Spania – d. 29 aprilie 1579, Mérida, Yucatán, Mexic) a fost un episcop spaniol al Arhiepiscopiei Romano-Catolice din Yucatán și membru al ordinului franciscan. El a dus o campanie împotriva idolatriei și a sacrificiilor umane. În cursul acesteia, el a ars manuscrisele (codice) maiașe care conțineau cunoștințe despre religia și civilizația maiașă și istoria continentului american. Cu toate acestea, munca sa de documentare și cercetare a maiașilor a fost indispensabilă pentru înțelegerea culturii lor, încât un savant a afirmat că „nouăzeci și nouă la sută din ceea ce știm astăzi despre maiași, știm fie din ceea ce ne-a povestit Landa în paginile care urmează, fie din ceea ce am învățat din folosirea și studierea a ceea ce ne-a povestit”.

## Convertirea maiașilor
Născut în Cifuentes, Guadalajara, Spania, a devenit călugăr franciscan în 1541 și a fost trimis ca unul dintre primii franciscani în Yucatán, ajungând în 1549. Landa a fost responsabil de convertirea maiașilor la credința romano-catolică după cucerirea spaniolă a Yucatánului. El a dispus de monopolul spiritual acordat ordinului franciscan de către coroana spaniolă și a lucrat cu sârguință pentru a susține puterea ordinului și a converti indigenii maiași. Numirea sa inițială a fost la misiunea San Antonio din Izamal, care a servit și ca reședința sa principală în Yucatán.
Este autorul Relación de las cosas de Yucatán, în care realizează un compendiu al religiei maiașe, a limbii, culturii și sistemului lor de scriere. Manuscrisul a fost scris în jurul anului 1566 la întoarcerea sa în Spania; însă originalul s-au pierdut de mult. Relațiunea sa este cunoscută doar într-o versiune prescurtată, care la rândul a trecut prin mai multe iterații de către diferiți copiști. Versiunea existentă a fost realizată în jurul anului 1660, a fost pierdută pentru știință timp de peste două secole și redescoperită doar în secolul al XIX-lea. În 1862, clericul francez Charles Etienne Brasseur de Bourbourg a publicat manuscrisul într-o ediție bilingvă franco-spaniolă, Relation des choses de Yucatán de Diego de Landa.

## Landa și maianistica contemporană

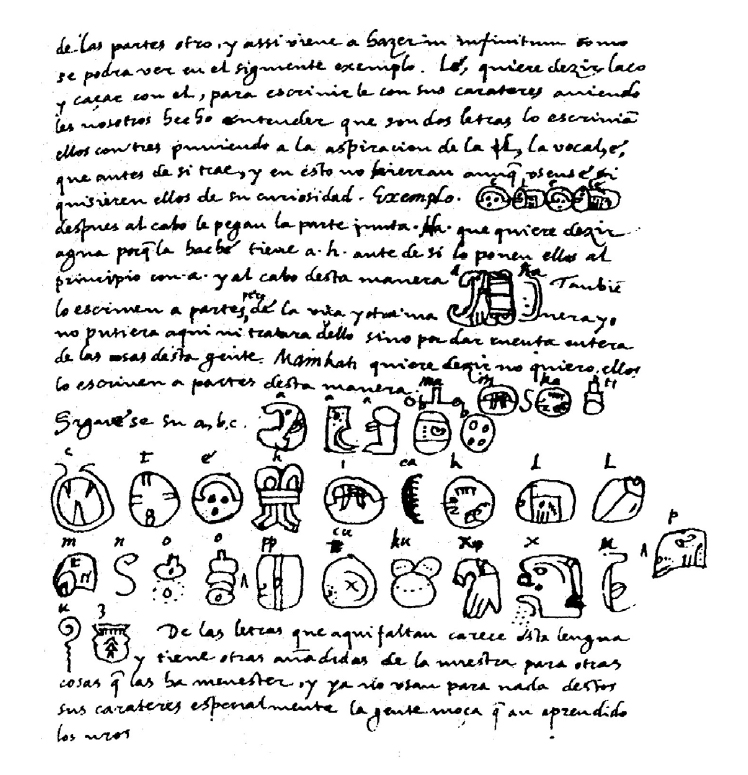
O imagine a paginii din Relación de las Cosas de Yucatán în care Landa descrie alfabetul maiaș, care avea să se dovedească esențial pentru descifrarea la mijlocul secolului al XX-lea a hieroglifelor maiașe.

Relación de las cosas de Yucatán a lui Landa este și o înregistrare valoroasă a sistemului maiaș de scriere, care, în ciuda inexactităților sale, s-a dovedit mai târziu esențială pentru descifrarea sistemului de scriere. Landa le-a cerut informatorilor săi (sursele sale primare au fost doi maiași care proveneau dintr-o dinastie conducătoare și care cunoșteau scrierea) să scrie simbolurile glifice corespunzătoare fiecărei litere ale alfabetului (spaniol), crezând că ar trebui să fie o corespondență exactă între ele. Rezultatele au fost reproduse cu fidelitate de Landa în cartea sa, dar a recunoscut că setul conținea inconsecvențe aparente și duplicate pe care nu le putea explica. Mai târziu, cercetătorii care au analizat acest material au ajuns, de asemenea, la opinia că „alfabetul lui Landa” era inexact sau fantezist, iar multe încercări ulterioare de a folosi transcrierea au rămas neconvingătoare. Nu a fost decât mult mai târziu, la mijlocul secolului al XX-lea, când s-a realizat că nu era o transcriere a unui alfabet, așa cum au presupus la început Landa și alții, ci era mai degrabă un silabar. Acest lucru a fost confirmat doar de lingvistul Iuri Knorozov în anii 1950 și de generația următoare de maianiști.